# Campo di concentramento di Langenstein-Zwieberge

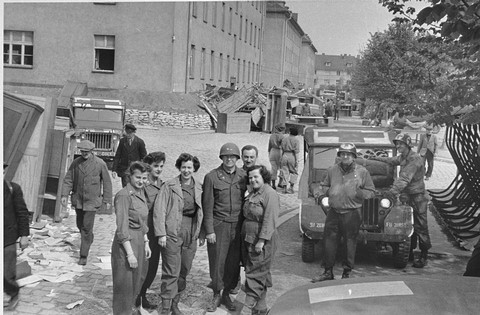
Aprile 1945: personale statunitense staziona davanti ad una scuola adibita a ospedale per i sopravvissuti del lager di Langenstein-Zwieberge

Il campo di concentramento di Langenstein-Zwieberge è stato un lager nazista.
Situato nella località di Langenstein, a pochi chilometri da Halberstadt (Sassonia-Anhalt), dall'aprile 1944 all'aprile dell'anno successivo servì come sottocampo per il campo di concentramento di Buchenwald.
Si stima che vi siano stati internati fra cinquemila e settemila prigionieri, molti dei quali di fede ebraica. Nell'anno in cui rimase in funzione vi morirono circa duemila dei deportati. Le cause dei decessi erano perlopiù dovute ad astenia, denutrizione e condizioni di vita in pieno disagio fisico e psicologico. Molte furono le esecuzioni sommarie eseguite nel lager.

## Storia
Nel periodo in cui il sottocampo rimase aperto vi furono internati un migliaio di cittadini francesi. Un primo gruppo di una ventina di deportati arrivò da Buchenwald il 21 aprile per costituire un primo Kommando di lavoro. Fu alloggiato in una locanda alla periferia di Langenstein; da allora, i convogli si succedettero cosicché fu necessaria la costruzione di un campo vero e proprio, che esiste ancora, alle porte del villaggio. Sei convogli di deportati francesi giunsero fra il 26 settembre del 1944 ed il 18 febbraio del 1945.
La costruzione del campo fu completata ad agosto con l'installazione di una recinzione elettrificata. Era costituito inizialmente da sette Block (baracche) oltre ai servizi annessi (il Revier, ovvero l'infermeria, la cucina, ecc.). A febbraio 1945 i blocchi erano saliti a diciotto e i detenuti che vi erano stipati a 5.100 unità (tale cifra sarebbe scesa a 4.400 persone prima del mese di aprile).
Nella settimana dal 19 marzo al 25 marzo 1945, su 1.308 decessi concernenti Buchenwald e i suoi Kommando, Langenstein-Zwieberge ebbe il triste primato di registrarne 234 (una cifra maggiore di quella avuta ad Ohrdruf, 207, e Leau, 69).

## Il lavoro nel campo

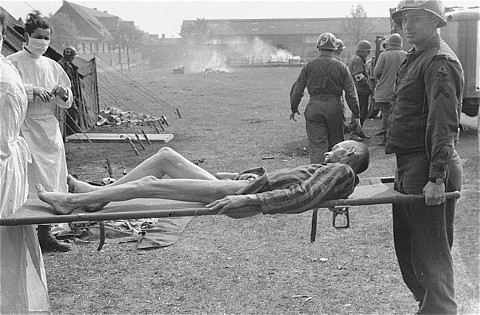
Soldati statunitensi intenti ad evacuare verso ospedali di fortuna i sopravvissuti del lager

Fin dai primi giorni del loro arrivo, i deportati iniziarono a realizzare delle gallerie nelle colline del Thekenberge. In dieci mesi, al prezzo di spaventose sofferenze, furono scavati circa dieci chilometri di tunnel per una superficie di 60.000 m²: alcuni erano di dimensioni tali da contenere una ventina di vagoni ferroviari. È stato calcolato che per coloro che lavoravano a tali gallerie l'aspettativa di vita non superava le sei settimane.
Il lavoro era articolato in due turni giornalieri di dodici ore, compiuti in condizioni atroci per mancanza di aria e sotto il controllo costante dei Kapo e soprattutto dalle guardie naziste. Molti degli internati tornavano al campo alla fine del turno di lavoro completamente stremati, senza neppure la forza di consumare la zuppa loro assegnata.
Il principale obiettivo del Reich riguardo a questo campo era tuttavia quello di costruire tunnel sotterranei dove installare officine per la costruzione dei nuovi modelli di reattori V1 e V2. Per perseguire tale scopo, l'azienda Junkers organizzò un piccolo campo di tre baracche interne al campo ed ubicate su di un lato del piazzale dove veniva effettuato l'appello. A tal fine vennero reclutati 869 lavoratori specializzati richiamati dai Kommando di Halberstadt, di Aschersleben, di Langensalza e di Niederorschel.
In questo piccolo campo, privo di luce e di qualsiasi conforto, i detenuti erano trattati al pari degli altri impiegati alla creazione del tunnel. Mano a mano che i prigionieri morivano, i loro corpi venivano inviati con degli autocarri a Quedlinburg  per essere bruciati nei forni crematori.
Nel marzo 1945, lo stabilimento cessò la produzione per la scarsità di carburante e perché i corpi dei deportati deceduti continuavano ad ammassarsi nella baracca che funzionava da obitorio.

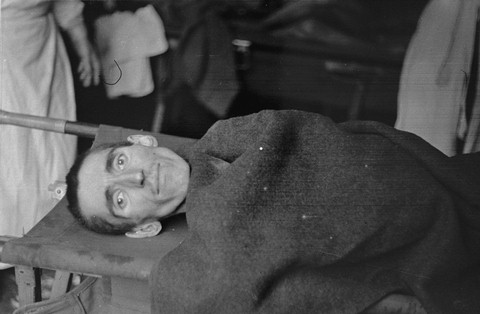
Un internato sopravvissuto al lager trasportato da medici statunitensi dopo la liberazione del campo

Quattro grandi fosse comuni vennero così scavate all'esterno del campo (risultarono poi contenere oltre settecento cadaveri) e all'interno, nei pressi dell'infermeria (dove ne furono trovati un ulteriore centinaio). I cadaveri venivano trasportati con delle casse, dopo il turno di lavoro, da quattro deportati. Le casse venivano svuotate del loro contenuto e riutilizzate per un altro macabro trasporto.

## Liberazione del campo
La sera del 9 aprile, davanti all'avanzata delle truppe statunitense, tremila sopravvissuti del campo, divisi in sei colonne da cinquecento unità, vennero fatti evacuare dalle SS. Molti riuscirono a camminare per quindici giorni (vedi: le Marce della morte) compiendo un tragitto di circa trecento chilometri, per raggiungere Wittenberg, sull'Elba.
Da qui una parte riuscì a marciare fino al 29 aprile per raggiungere Berlino: solo diciotto riuscirono a sopravvivere. Del gruppo principale scamparono alla morte, secondo talune fonti cinquecento internati; secondo altre millecinquecento. Ma, come avvenuto per altre marce della morte, anche in questo caso definire cifre certe è di fatto impossibile.
Quando, il 13 aprile 1945, i soldati statunitensi liberarono il campo, abbandonato la sera del 9 aprile, trovarono il Revier pieno di moribondi che sarebbero poi morti ad una cadenza di venti al giorno.
Il 18 aprile, tutti i sopravvissuti furono trasportati con ambulanze militari in caserme e scuole di Halberstadt appositamente trasformate in ospedali da campo. Ne morirono ancora centoquarantaquattro. I loro corpi sono stati sepolti in una fossa comune nel locale cimitero.

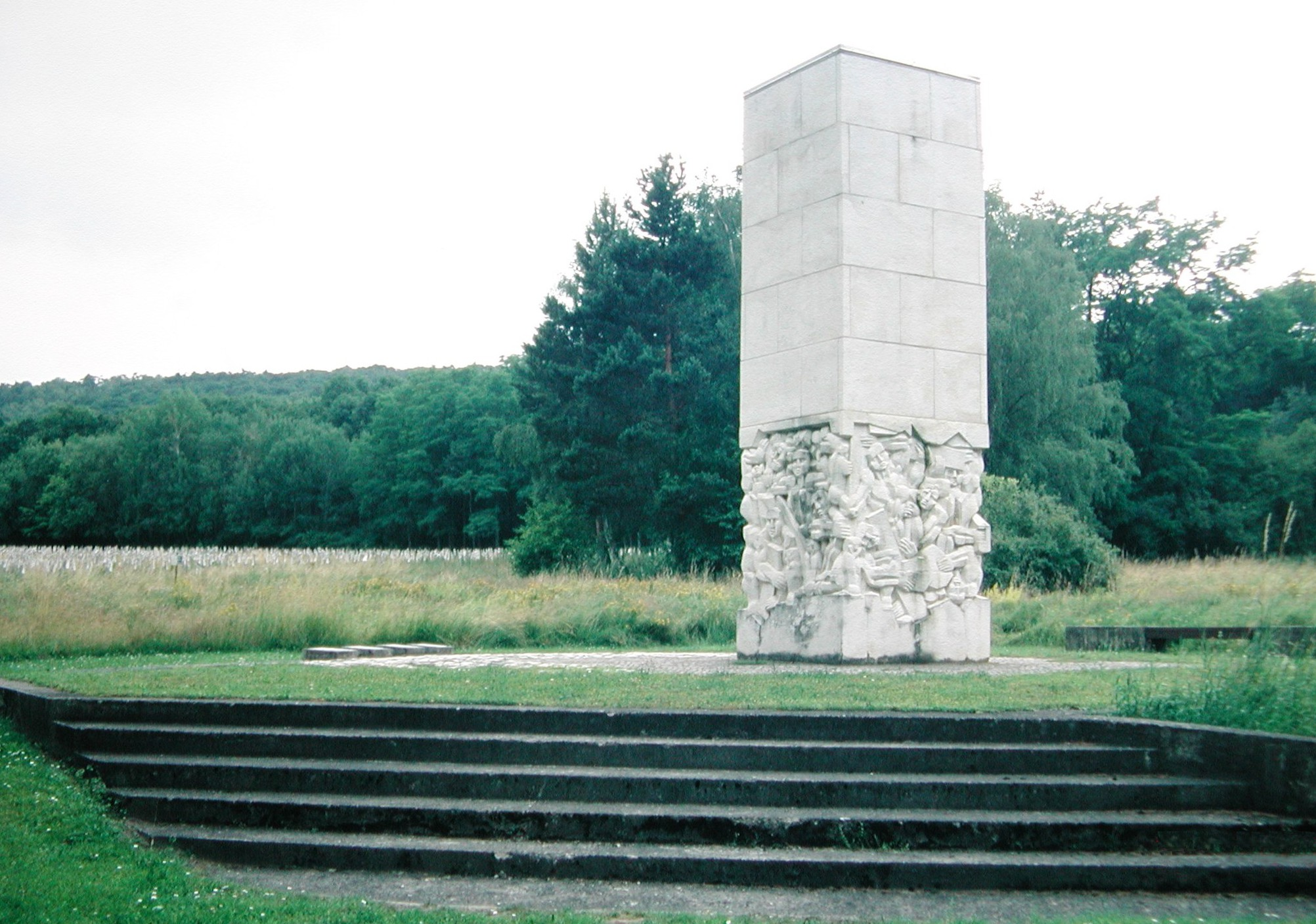
Memoriale al lager di Langenstein-Zwieberge

Secondo un bilancio sia pure approssimativo, ma tendente alla migliore delle ipotesi, si considera che tre quarti dei deportati di Langenstein-Zwieberge non abbia fatto ritorno a casa.

## Memoriale
L'11 settembre 1949 un memoriale e una placca commemorativa sono stati apposti in prossimità delle fosse comuni. Dal 1976 sorge nel luogo del campo di concentramento un museo che ne ricorda l'esistenza.

### Memorie di deportati italiani
- Alberto Berti, Viaggio nel pianeta nazista. Trieste, Buchenwald, Langenstein, Franco Angeli, Milano 1989 (ISBN 88-204-3565-9)
- Dino Burelli, Mamma sto bene... non mi sono fatto niente..., Udine 2006

### Letteratura generale
(edizioni nelle diverse lingue originali)
- Adler, H. G. Panorama. Roman in 10 Bildern. Olten 1968. (München: Piper 1988.)
- Adler, H. G. Der Wahrheit verpflichtet. Gerlingen 1998.
- Bertrand, Louis. Nummer 85250. Konzentrationslager Buchenwald – Aussenkommando Langenstein-Zwieberge. Témoignage. Valdoie: Prête-moi ta plume 2005.
- Berzins-Birze, Miervaldis. Im Todeslager von Salaspilsk. Riga 1964.
- Campredon, Gabriel. Louis Dalle un homme libre. Saint Chély-d'Apcher: Association “Louis Dalle un homme libre“ 5. Auflage 2002.
- Coupechoux, Roger. La nuit de Walpurgis. Avoir vingt ans à Langenstein. Paris: L'Harmattan 2004.
- Hager, Konrad. Protokoll des Unbegreiflichen. Aus dem Tagebuch eines Landpfarrers. Halberstadt o.J.
- Klieger, Bernard. Le chemin que nous avons fait. Bruxelles: Editions BEKA 1946.
- Le Goupil, Paul. La route des crématoires. Labergement: L'Amitié par le livre 1962/1983.
- Le Goupil, Paul. Un Normand dans… Itinéraire d'une guerre 1939-1945. Paris: Editions Tirésias Michel Reynaud 1991.
- Le Goupil, Paul. Erinnerungen eines Normannen 1939-1945. Paris: Editions Tirésias Michel Reynaud 1995.
- Leroyer, Roger. Clamavi ad te… j'ai crié vers toi j'ai tellement crié vers toi… o. O.: 1996.
- Leroyer, Roger. Clamavi ad te. Jena: Bussert & Stadeler 2003.
- Obréjan, Maurice. L'étrange destinée d'un homme trois fois français. Paris: La Pensée Universelle 1994.
- Petit, Georges. Retour à Langenstein. Une expérience de la déportation. Paris: Belin 2001.
- Petit, Georges. Rückkehr nach Langenstein. Erfahrungen eines Deportierten. Hürth bei Köln: Edition Memoria 2004.
- de Saint Marc, Hélie. Mémoires - Les champs de braises. Paris: Perrin 1995 (2002).
- de Saint Marc, Hélie. Asche und Glut: Erinnerungen. Friedberg: Edition AtlantiS 1998.
- de Saint Marc, Hélie. Les sentinelles du soir. Paris: Les Arènes 1999.
- de Saint Marc, Hélie. Die Wächter des Abends. Friedberg: Edition AtlantiS 2000.
- de Saint Marc, Hélie und August von Kageneck. Notre histoire 1922-1945. Paris: Les Arènes 2002.
- de Saint Marc, Hélie. Toute une vie. Paris: Les Arènes 2004.

### Letteratura dedicata al lager di Langenstein-Zwieberge
- Fauser, Ellen (Hrsg.). Die Kraft im Unglück. Erinnerungen an Langenstein-Zwieberge - Außenlager des KZ Buchenwald. Halberstadt o. J.
- Landeszentrale für politische Bildung Sachsen-Anhalt (Hg). Verortet. Erinnern und Gedenken in Sachsen-Anhalt. Magdeburg 2004.
- Le Goupil, Paul und Roger Leroyer. Mémorial des Français déportés au camp de Langenstein-Zwieberge. Kommando de Buchenwald. Luneray: Imp. Bertout o. J.
- Le Goupil, Paul und Roger Leroyer. Erinnerung an Langenstein-Zwieberge. Aussenlager von Buchenwald. (Deutsche Übersetzung von Gesine Daifi).